# Amphicar
O Amphicar Model 770 é um automóvel anfíbio lançado no Salão do Automóvel de Nova York de 1961. Foi fabricado na Alemanha Ocidental e comercializado de 1961 a 1968, com a produção encerrada em 1965.
Projetado por Hans Trippel, o veículo anfíbio foi fabricado pelo Grupo Quandt em Lübeck e em Berlim-Borsigwalde, com um total de 3.878 fabricados em uma única geração.
Descendente espiritual do Volkswagen Schwimmwagen e do Trippel SG6, o Amphicar oferecia apenas um desempenho modesto em comparação com a maioria dos barcos ou carros contemporâneos, apresentava luzes de navegação e bandeira conforme exigido pela Guarda Costeira dos EUA - e após operação na água, exigia lubrificação aos 13 pontos, um dos quais exigia a remoção do banco traseiro.
Em 2014, a publicação Petrolicious descreveu o Amphicar como "bom por uma coisa: divertido. Não é rápido nem chamativo, mas é icônico, único e amigável. O que mais você poderia pedir de um carro antigo? O Amphicar pode não fazer sentido e é exatamente por isso que é tão maravilhoso."